# Linnaemya bella
Linnaemya bella är en tvåvingeart som beskrevs av Louis-Paul Mesnil 1970. Linnaemya bella ingår i släktet Linnaemya och familjen parasitflugor. Inga underarter finns listade i Catalogue of Life.